# Lorenzo Gramiccia
Lorenzo Gramiccia (Cave, 1702 o 1704 – Venezia, 1795) è stato un pittore italiano.

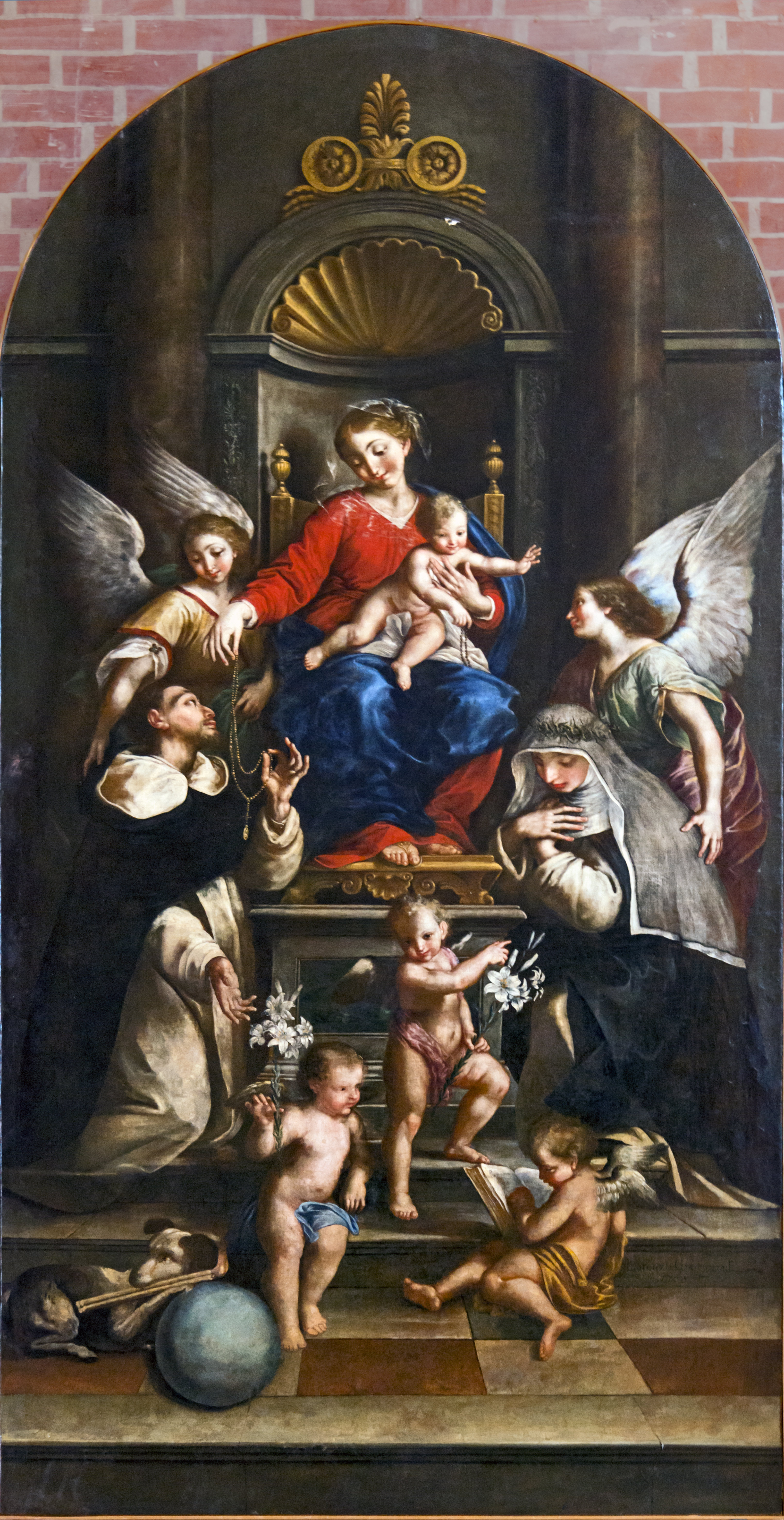
Madona del Rosario San Zanipolo Venizeia

La precisa data di nascita non è nota: se la letteratura la colloca comunemente nel 1702, sulla base di un documento del 1721, in cui lo si dice diciassettenne, andrebbe leggermente posticipata. Nello stesso si desume che all'epoca abitava a Roma ed era allievo di Bonaventura Lamberti. Essendo morto il maestro nel settembre dello stesso anno, fu lui a completare uno dei quattro cartoni (San Pietro battezza santa Petronilla) per i mosaici dei sordini della cappella degli Angeli e di Santa Petronilla, nella basilica di San Pietro.
Dal 1742 al 1745 lavorò presso gli ateliers di palazzo Farnese, ma di questo periodo non ci sono pervenute opere.
Nel 1749 sposò la sorella di Clemente Frusinetti e nello stesso anno affrescò con Sebastiano Ceccarini la chiesa del monastero di Tor de' Specchi. I due avevano collaborato già qualche mese prima nella realizzazione di due tele per la chiesa di Santa Maria Liberatrice; i dipinti sono andati dispersi dopo la demolizione dell'edificio, anche se di uno di essi si avevano ancora notizie nel 1970, quando risultava conservato in una collezione privata.
Nel 1765, dopo aver sostato brevemente a Bologna, si stabilì a Venezia ospite, sembra, dei patrizi Cavalli. Qui si dedicò sia alla produzione di pale d'altare, di impostazione classicista, sia alla pittura di genere, con influenze di Pietro Longhi.